# Liste der Kulturdenkmäler in Wershofen
In der Liste der Kulturdenkmäler in Wershofen sind alle Kulturdenkmäler der rheinland-pfälzischen Ortsgemeinde Wershofen aufgeführt. Grundlage ist die Denkmalliste des Landes Rheinland-Pfalz (Stand: 12. Juni 2023).

## Einzeldenkmäler
| Bezeichnung                   | Lage                                        | Baujahr                | Beschreibung | Bild                                    |
| ----------------------------- | ------------------------------------------- | ---------------------- | --- | --------------------------------------- |
| Schwedenkreuz                 | Dreisbachstraße Lage                        | 1672                   | Kreuzfragment, bezeichnet 1672 | Fotos hochladen                         |
| Wegekapelle                   | Hauptstraße                                 |                        | kleiner Saalbau | Direkt Bild zu diesem Denkmal hochladen |
| Wohnhaus                      | Hauptstraße 58 Lage                         | spätes 19. Jahrhundert | Fachwerkhaus, spätes 19. Jahrhundert | BW                                      |
| Wohnhaus                      | Hauptstraße 62 Lage                         |                        | Fachwerkhaus, verkleidet | BW                                      |
| Skulpturen                    | Hauptstraße, in Nr. 65 Lage                 | 15. Jahrhundert        | in der Katholischen Pfarrkirche St. Vincentius, einem Neubau von 1953/55: kreuztragender Christus, 15. Jahrhundert; Muttergottes, heiliger Vincentius, um 1500                                   | weitere Bilder Fotos hochladen          |
| Friedhofskreuz und Grabkreuze | Hauptstraße, bei Nr. 65 Lage                | 18. Jahrhundert        | Friedhofskreuz, Nischentyp, 18. Jahrhundert; zwei Grabkreuze, bezeichnet 1719, 1721 | BW                                      |
| Friedhofskreuz und Grabmäler  | Nordstraße, auf dem Friedhof Lage           | 19. Jahrhundert        | Friedhofskreuz, neugotisch, um 1900; drei Grabmäler, Mitte bis zweite Hälfte des 19. Jahrhunderts; neugotisches Grabmal, 19. Jahrhundert                                                         | Fotos hochladen                         |
| Dorfgemeinschaftshaus         | Nordstraße 19 Lage                          | 20. Jahrhundert        | ehemaliges Forsthaus; eingeschossiger Bruchsteinbau, Fachwerkgiebel, 20. Jahrhundert | Fotos hochladen                         |
| Wegekapelle                   | Nordstraße, Ecke Bergstraße Lage            | 19. Jahrhundert        | Wegekapelle, wohl aus dem 19. Jahrhundert; Kopie des kreuztragenden Christus (Original in der Kirche St. Vincentius); Relief, 17. oder 18. Jahrhundert                                           | BW                                      |
| Laufenbacher Hof              | nordöstlich von Fuchshofen an der L 73 Lage | ab dem 18. Jahrhundert | Putzvilla mit Eckrundturm und Verwaltungstrakt mit Remise, beide um 1910; Vierkanthof, teilweise Fachwerk, 18. oder 19. Jahrhundert; Forstamt, 19. Jahrhundert, verändert; bauliche Gesamtanlage | BW                                      |